# Jon Bon Jovi
John Francis Bongiovi Jr., mais conhecido como Jon Bon Jovi ou simplesmente Bon Jovi (nome da banda que leva seu nome artístico; Perth Amboy, 2 de março de 1962), é um músico dos Estados Unidos, considerado por críticos como um dos maiores ícones do rock mundial da década de 1980. Nasceu em Perth Amboy, mas aos 4 anos de idade, juntamente com a família Bongiovi, descendente de italianos, o pai John Bongiovi, a mãe Carol Bongiovi e os irmãos mais novos, Matt e Anthony, se mudaram para a cidade que hoje é conhecida por ele ter passado a infância e adolescência, a cidade de Sayreville, Nova Jérsei.
É o líder da banda Bon Jovi, que mantém algumas características do estilo hard rock dos anos 1980 até hoje, mas assimilou influências dos variados estilos surgidos no rock e heavy metal desde o seu álbum de estreia, em 1984. A banda Bon Jovi já vendeu mais de 130  milhões de álbuns em todo o mundo. A banda Bon Jovi ao passar dos anos veio a se tornar uma das bandas mais bem sucedidas da história do rock, quando se trata de turnês pelo mundo, sua marca, músicas em seriados, e aparições em programas de tv, a banda em 2011 foi eleita pela revista Rolling Stone como a segunda banda de rock mais cara do planeta, perdendo o topo posteriormente para a banda irlandesa U2.[carece de fontes?]

## Biografia
Jon, desde criança, sonhava ser um astro de rock. Fez parte das bandas Atlantic City Expressway, Raze e The Wild Ones com o colega David Bryan, antes de montar a Bon Jovi (grafia americanizada para o seu sobrenome italiano, Bongiovi). Jon também trabalhou com decoração natalina e depois no Power Station Studios, um estúdio musical no qual seu chefe era Tony Bongiovi, primo de Jon, que tem em seu currículo a produção de Pet Sematary, o maior hit dos Ramones.
A banda surgiu em 1983: os integrantes eram Richie Sambora na guitarra, David Bryan Rashbaum nos teclados, Tico Torres na bateria e Alec John Such no baixo. A banda manteve esta formação até 1994, ano em que o baixista Alec J. Such deixou o Bon Jovi. Em seu lugar, assumiu Hugh McDonald. McDonald era um velho conhecido dos membros da banda, tendo inclusive tocado o baixo no hit Runaway, a primeira música de sucesso do Bon Jovi, em meados de 1984, quando passaram a excursionar com Kiss, ZZ Top e Scorpions como banda de abertura, divulgando seu primeiro álbum intitulado Bon Jovi (o nome original era Tough Talk).
As vendas do primeiro álbum foram modestas, mas animaram os executivos da gravadora a lançarem o segundo. Na época, alguns membros da banda passavam por momentos emocionalmente difíceis; Alec e Tico acabaram o namoro com suas namoradas, enquanto Jon ainda não havia reencontrado sua namorada do colégio (hoje esposa) Dorothea Hurley. Sendo este o possível motivo para que as composições de 7800° Fahrenheit, segundo álbum de estúdio da banda, lançado em 1985, tenham um tom mais melancólico. Este álbum foi lançado com um certo apoio da mídia, mas vendeu bem menos do que o esperado, colocando a banda em uma situação difícil.
Pressionados pela gravadora, a banda começou a escrever músicas com o consagrado compositor Desmond Child, o que gerou clássicos como Livin' On A Prayer e You Give Love A Bad Name. O terceiro álbum, Slippery When Wet, foi gravado em Vancouver, Canadá, com o renomado produtor Bruce Faibairn. O lançamento deste álbum em 1986, projetou a banda para uma carreira mundial. As vendas atingiram a casa dos 18 milhões, transformando Jon, Richie, David, Tico e Alec em super astros. Curiosamente, sabe-se que, na época, Jon não queria incluir Livin' On A Prayer (que se tornaria um dos maiores sucessos da banda e também uma das maiores canções de todos os tempos[carece de fontes?], tendo inclusive seu clipe retirado da programação da MTV americana por ter permanecido tempo demais na lista dos clipes mais pedidos) no álbum, e que o mesmo só recebeu a canção graças ao esforço de Richie em convencer o vocalista sobre o potencial da música. Apesar disso, muitos fãs lamentam até hoje o fato da música demo Edge Of A Broken Heart não ter entrado no álbum. Atualmente, o próprio Jon demonstrou concordar com tal opinião, reconhecendo que a música poderia ter sido um tremendo sucesso.
Após exaustivas turnês pelo mundo, a banda voltou ao estúdio para gravar o álbum seguinte New Jersey (chamado originalmente de Sons Of Beaches e planejado como um álbum duplo). New Jersey também foi um estrondoso sucesso, vendendo praticamente tanto quanto Slippery When Wet e rendendo mais turnês, que contaram com participações esporádicas de astros como Elton John, Lita Ford, Eric Burden (The Animals), Jimmy Page (Led Zeppelin), Bruce Dickinson (Iron Maiden), Dee Snider (Twisted Sister), Joe Elliot (Def Leppard), Scorpions etc.

### Anos 1990
No começo da década de 1990, o Bon Jovi estava saturado de trabalho. As brigas entre os membros se tornaram constantes e a banda resolveu "dar um tempo". Jon lançou um álbum solo, Blaze of Glory, trilha sonora do filme "Young Guns 2" (Jovens Demais Para Morrer 2) que incluiu os hits "Blaze Of Glory" (clipe que até hoje é um dos mais exibidos em toda história da MTV americana), e "Miracle". Richie também lançou um cd-solo, Stranger In This Town, mais baseado em suas raízes blues, o qual não chamou tanta atenção da mídia. As vendas foram baixas e a turnê promocional, bastante curta. O show mais lembrado foi em San Diego (EUA), em 1991, capturado no próprio soundboard e gravado em alguns CDs bootleg ao redor do mundo.
Em 1992, a banda se reúne para gravar Keep The Faith, o 5º álbum de estúdio (cujo nome original era "Revenge"). Manténdo o estilo de rock e romances. Neste álbum a banda assume também um novo visual, mudando os cabelos, entrando de fato na década de 1990. Este álbum vendeu milhões de cópias pelo mundo e foi considerado um sucesso, mas o mesmo não foi como Slipper e New Jersey.
Em 1994 a banda lança a coletânea Cross Road, que contém duas músicas inéditas: "Always", que originalmente foi feita para a trilha sonora do filme "O Sangue de Romeo" que curiosamente fez muito mais sucesso que o filme, e "Someday I'll Be Saturday Night", que teve que ser retirada das paradas da MTV Brasileira para dar chance a outros clipes. Nesse ano, Alec John Such deixa a posição de baixista da banda, sob rumores conflitantes de bebedeira, acidentes de moto, etc. O baixista Hugh McDonald (que gravou a música Runaway no começo da carreira de Jon) assume seu lugar. No ano seguinte, a banda lança These Days, álbum marcado por um clima mais soturno, mais socialmente crítico do que Keep The Faith e letras visivelmente mais complicadas e maduras, conseguindo emplacar o hit-balada "This Ain't A Love Song" e a faixa título "These Days", chegando a 6º e 7º lugares respectivamente no Reino Unido. Nessa época, a banda gravou 3 shows consecutivos e lotados no Estádio de Wembley, em Londres, além de fazer uma turnê por quase todo o mundo, passando por países como o Brasil e a Índia, tendo todos os ingressos para seus shows vendidos. Foram longas e exaustivas turnês que marcaram a presença da banda no cenário musical pós-grunge dos anos 1990.
A partir daí, o Bon Jovi resolveu dar mais uma parada com a banda para que seus integrantes pudessem se dedicar a seus projetos pessoais, mais uma vez. Em 1997, Jon lança o segundo álbum solo, Destination Anywhere, acompanhado de um curta-metragem que teve a colaboração de Mark Pellington como diretor e roteirista. Baseado nas letras do álbum, o curta que leva o mesmo título do disco conta com a participação dos atores Kevin Bacon, Demi Moore, Annabella Sciorra e Whoopi Goldberg. Em suas turnês, veio até o Brasil para a divulgação, Jon fez apenas um showcase, assistido por poucos. No ano seguinte, Richie faz o mesmo, com o álbum Undiscovered Soul.

### Anos 2000
Em 2000, o Bon Jovi lança Crush, um sucesso comercial com o single "It's My Life", que entra para a história como a música mais famosa de Bon Jovi.
Em 2001, atendendo aos pedidos dos fãs que clamavam por um álbum ao vivo, a banda lança One Wild Night Live 1985-2001, contendo uma coleção de sucessos em algumas de suas melhores apresentações ao longo dos anos da banda na estrada.
Em 2002, lançam o álbum Bounce - inspirado em parte nos atentados de 11 de setembro - com os hits "Everyday" e "Misunderstood".
Em 2003, lançaram This Left Feels Right, uma coleção de regravações de seus grandes sucessos em versões completamente diferentes.
Em 2004 lançaram um Box Set: 100,000,000 Bon Jovi Fans Can´t be Wrong, comemorando os 20 anos de existência da banda, que coincidiram com um número aproximado de 100 milhões de cópias vendidas de seus álbuns em todo o mundo. Obviamente, trata-se apenas de dados coletados pela gravadora, o que significa que a banda já passou efetivamente da marca dos 100 milhões há muito tempo.
Em 2005 Bon Jovi lançou o álbum Have a Nice Day, a turnê teve início na cidade de Chicago e o 1º single para promoção foi a faixa título. O álbum vendeu 3,5 milhões de unidades em todo o mundo (até março de 2006) e continua firme e forte nas paradas de sucesso.
No início de 2007, a banda lançou o seu décimo álbum de estúdio: Lost Highway, um cd com bastante influência country-rock que, aliás, sempre esteve presente na carreira da banda. Clássicos como "Wanted Dead Or Alive", "Dry County", "Blaze Of Glory" (Carreira Solo de Jon) e a mais recente "Who Says You Can't Go Home", fizeram e ainda faz muito sucesso. Jon sempre admitiu que adora música country e, levando em conta esses clássicos e o último feito da banda (de ser a primeira banda de rock a ficar em primeiro lugar na parada country, com a música "Who Says You Can't Go Home"), resolveram então fazer um cd bem diferente do que vinham fazendo sem deixar o espírito hard rock de lado. O CD foi um sucesso mundial e, com apenas 3 semanas de seu lançamento, a banda conquistou o primeiro lugar na Billboard - coisa que não acontecia com os garotos de New Jersey há 19 anos.
Em novembro de 2009, lançam o álbum "The Circle" que vai direto para os primeiros lugares das paradas, com músicas que lembram os melhores momentos da banda como "when we were beatiful" e "Love´s the Only Rule" e consagrando o Bon Jovi com a turnê mais lucrativa do mundo em 2009 e 2010.
Em 2010 lançam "BON JOVI - GREATEST HITS - ULTIMATE COLLECTION" na versão simples com duas músicas inéditas: "What Do You Got" e "No Apologies" e na versão dupla com mais duas canções novas: "This Is Love This Is Life" e "The More Things Change", totalizando quatro canções inéditas para o deleite dos fãs que levaram a coletânea direto para as primeiras posições das paradas de todo o mundo.

## Discografia/videografia

### Com o Bon Jovi

#### Álbuns de estúdio
| Ano  | Nome                       | Posições | Posições | Posições | Posições | Posições | Posições | Posições | Posições | Posições | Posições | Posições | Posições | Posições | Posições | Posições |
| Ano  | Nome                       | US       | CAN      | UK       | GER      | SUI      | SWE      | NOR      | FIN      | AUT      | AUS      | NZ       | JPN      | EUR      | WW       |          |
| ---- | -------------------------- | -------- | -------- | -------- | -------- | -------- | -------- | -------- | -------- | -------- | -------- | -------- | -------- | -------- | -------- | -------- |
| 1984 | Bon Jovi                   | 43       |          | 68       |          |          |          |          |          |          | 39       | 18       | 38       |          |          |          |
| 1985 | 7800° Fahrenheit           | 37       |          | 28       | 40       | 11       | 10       |          |          |          | 30       | 48       | 5        |          |          |          |
| 1986 | Slippery When Wet          | 1        | 1        | 6        | 1        | 1        | 3        | 1        | 1        | 2        | 1        | 1        | 10       | 1        | 1        |          |
| 1988 | New Jersey                 | 1        | 1        | 1        | 4        | 1        | 1        | 4        |          | 5        | 1        | 1        | 2        | 1        | 1        |          |
| 1992 | Keep the Faith             | 5        | 1        | 1        | 2        | 3        | 3        | 7        | 1        | 3        | 1        | 15       | 3        | 1        | 1        |          |
| 1995 | These Days                 | 9        |          | 1        | 1        | 1        | 2        | 7        | 1        | 1        | 1        | 11       | 1        |          | 1        |          |
| 2000 | Crush                      | 9        | 4        | 1        | 1        | 1        | 2        | 4        | 1        | 1        | 1        | 23       | 2        | 1        | 1        |          |
| 2002 | Bounce                     | 2        | 3        | 2        | 2        | 2        | 4        | 9        | 2        | 3        | 5        | 19       | 3        | 3        | 1        |          |
| 2005 | Have a Nice Day            | 2        | 1        | 2        | 1        | 1        | 3        | 11       | 4        | 1        | 1        | 26       | 1        | 1        | 1        |          |
| 2007 | Lost Highway               | 1        | 1        | 2        | 1        | 1        | 4        | 7        | 3        | 1        | 2        | 2        | 1        | 1        | 1        |          |
| 2009 | The Circle                 | -        | -        | -        | -        | -        | -        | -        | -        | -        | -        | -        | -        | -        | -        |          |
| 2013 | What About Now             | -        | -        | -        | -        | -        | -        | -        | -        | -        | -        | -        | -        | -        | -        |          |
| 2015 | Burning Brigdes            |          |          |          |          |          |          |          |          |          |          |          |          |          |          |          |
| 2016 | This House is Not for Sale |          |          |          |          |          |          |          |          |          |          |          |          |          |          |          |

#### Álbuns ao vivo e coletâneas
- 1985 - Breakout - Videosingles - Clipes
- 1987 - Slipery When Wet - The Videos - Clipes
- 1989-  New Jersey - The Videos - Clipes
- 1990-  Acess All Areas - Documentário
- 1993 - Keep The Faith - The Videos - Clipes
- 1993 - Keep The Faith - An Evening With Bon Jovi - Show
- 1994 - Cross Road - The Videos - Clipes
- 1995 - Live From London - Show
- 2000 - The Crush Tour - Show
- 2001 - One Last Wild Night - Show
- 2004 - This Left Feels Right Live - Show
- 2007 - Lost Highway - The Concert - show
- 2009 - Bon Jovi Live In Madison Square Garden - Show
- 2009 - When We Were Beatiful - Documentário
- 2010 - Bon Jovi Greatest Hits - Ultimate Collection - Clipes
- 2016 - This house is not for sale

#### Vídeos
- 1985 - Breakout - Videosingles - Clipes
- 1987 - Slipery When Wet - The Videos - Clipes
- 1989-  New Jersey - The Videos - Clipes
- 1990-  Acess All Areas - Documentário
- 1993 - Keep The Faith - The Videos - Clipes
- 1993 - Keep The Faith - An Evening With Bon Jovi - Show
- 1994 - Cross Road - The Videos - Clipes
- 1995 - Live From London - Show
- 2000 - The Crush Tour - Show
- 2001 - One Last Wild Night - Show
- 2004 - This Left Feels Right Live - Show
- 2007 - Lost Highway - The Concert - show
- 2009 - Bon Jovi Live In Madison Square Garden - Show
- 2009 - When We Were Beatiful - Documentário
- 2010 - Bon Jovi Greatest Hits - Ultimate Collection - Clipes
- 2016 - This house is not for sale

#### Singles
| Ano  | Nome                                         | Posições | Posições | Posições | Posições | Posições | Posições | Posições | Posições | Posições | Posições | Posições | Posições | Posições |
| Ano  | Nome                                         | US       | CAN      | UK       | GER      | SUI      | SWE      | NOR      | FIN      | AUT      | AUS      | NZ       | JPN      | EUR      |
| ---- | -------------------------------------------- | -------- | -------- | -------- | -------- | -------- | -------- | -------- | -------- | -------- | -------- | -------- | -------- | -------- |
| 1994 | Cross Road                                   | 8        | 1        | 1        | 1        | 1        | 2        | 2        | 1        | 1        | 1        | 1        | 1        | 1        |
| 2001 | One Wild Night Live 1985-2001                | 20       | 4        | 2        | 3        | 1        | 7        | 5        | 4        | 2        | 6        | 34       | 99       | 2        |
| 2003 | This Left Feels Right                        | 14       | 2        | 4        | 3        | 3        | 23       |          | 18       | 2        | 11       |          | 5        | 3        |
| 2004 | 100,000,000 Bon Jovi Fans Can't be Wrong     | 53       | 48       |          | 37       |          |          |          |          | 50       |          |          | 13       |          |
| 2010 | Bon Jovi Greatest Hits - Ultimate Collection |          |          |          |          |          |          |          |          |          |          |          |          |          |

| Ano  | Canção                                                          | US Hot 100 | US Rock | AUS | UK  | US AC | US Country | US Digital | US Pop 100 | CAN Hot 100 | Álbum                         |
| ---- | --------------------------------------------------------------- | ---------- | ------- | --- | --- | ----- | ---------- | ---------- | ---------- | ----------- | ----------------------------- |
| 1983 | "Runaway"                                                       | 39         | 18      |     |     |       |            |            |            |             | Bon Jovi                      |
| 1984 | "She Don't Know Me"                                             | 48         | 29      |     |     |       |            |            |            |             | Bon Jovi                      |
| 1985 | "In and Out of Love"                                            | 69         | 37      |     |     |       |            |            |            |             | 7800° Fahrenheit              |
| 1985 | "The Hardest Part Is the Night"                                 |            |         |     | 68  |       |            |            |            |             | 7800° Fahrenheit              |
| 1985 | "Only Lonely"                                                   | 54         | 28      |     | 24  |       |            |            |            |             | 7800° Fahrenheit              |
| 1986 | "Silent Night"                                                  |            | 24      |     |     |       |            |            |            |             | 7800° Fahrenheit              |
| 1986 | "You Give Love a Bad Name"                                      | 1          | 9       | 23  | 14  |       |            | 29         |            |             | Slippery When Wet             |
| 1986 | "Livin' on a Prayer"                                            | 1          | 1       | 3   | 4   |       |            | 30         |            |             | Slippery When Wet             |
| 1987 | "Wanted Dead or Alive"                                          | 7          | 13      | 13  | 13  |       |            | 25         |            |             | Slippery When Wet             |
| 1987 | "Never Say Goodbye"                                             |            | 11      | 26  | 21  |       |            |            |            |             | Slippery When Wet             |
| 1987 | "Edge of a Broken Heart"                                        | 38         |         |     |     |       |            |            |            |             | Disorderlies trilha sonora    |
| 1988 | "Bad Medicine"                                                  | 1          | 3       | 5   | 17  |       |            |            |            |             | New Jersey                    |
| 1988 | "Born to Be My Baby"                                            | 3          | 7       | 34  | 22  |       |            |            |            |             | New Jersey                    |
| 1989 | "I'll Be There for You"                                         | 1          | 5       | 30  | 18  |       |            |            |            |             | New Jersey                    |
| 1989 | "Lay Your Hands on Me"                                          | 7          | 20      | 26  | 18  |       |            |            |            |             | New Jersey                    |
| 1989 | "Living in Sin"                                                 | 9          | 37      | 62  | 35  |       |            |            |            |             | New Jersey                    |
| 1992 | "Keep the Faith"                                                | 29         | 1       | 11  | 5   |       |            |            |            |             | Keep the Faith                |
| 1993 | "Bed of Roses"                                                  | 10         | 25      | 10  |     | 39    |            |            |            |             | Keep the Faith                |
| 1993 | "In These Arms"                                                 | 27         | 32      | 10  | 9   |       |            |            |            |             | Keep the Faith                |
| 1993 | "I'll Sleep When I'm Dead"                                      | 97         | 29      | 24  | 17  |       |            |            |            |             | Keep the Faith                |
| 1993 | "I Believe"                                                     |            |         | 40  | 11  |       |            |            |            |             | Keep the Faith                |
| 1994 | "Dry County"                                                    |            |         | 31  | 9   |       |            |            |            |             | Keep the Faith                |
| 1994 | "Always"                                                        | 4          | 3       | 2   | 2   | 4     |            |            |            |             | Cross Road                    |
| 1995 | "Someday I'll Be Saturday Night"                                | 98         | 23      | 10  | 7   |       |            |            |            |             | Cross Road                    |
| 1995 | "This Ain't a Love Song"                                        | 14         | 5       | 4   | 6   | 22    |            | 59         |            |             | These Days                    |
| 1995 | "Something for the Pain"                                        | 76         | 11      | 14  | 8   |       |            |            |            |             | These Days                    |
| 1995 | "Lie to Me"                                                     | 88         | 54      | 20  | 10  |       |            |            |            |             | These Days                    |
| 1996 | "These Days"                                                    |            |         | 38  | 7   |       |            |            |            |             | These Days                    |
| 1996 | "Hey God"                                                       |            |         |     | 13  |       |            |            |            |             | These Days                    |
| 1999 | "Real Life"                                                     |            |         | 52  | 21  |       |            |            |            |             | EDtv trilha sonora            |
| 2000 | "It's My Life"                                                  | 33         | 5       | 4   | 3   |       |            | 58         |            |             | Crush                         |
| 2000 | "Say It Isn't So"                                               |            |         | 9   | 10  |       |            |            |            |             | Crush                         |
| 2000 | "Thank You for Loving Me"                                       | 57         | 40      | 34  | 12  | 15    |            |            |            |             | Crush                         |
| 2001 | "One Wild Night"                                                |            | 23      | 35  | 10  |       |            |            |            |             | One Wild Night Live 1985-2001 |
| 2002 | "Everyday"                                                      |            | 31      | 5   | 5   | 25    |            |            |            |             | Bounce                        |
| 2002 | "Misunderstood"                                                 |            |         | 33  | 21  | 64    |            |            |            |             | Bounce                        |
| 2003 | "All About Lovin' You"                                          |            |         | 31  | 9   |       |            |            |            |             | Bounce                        |
| 2003 | "Bounce"                                                        |            | 39      |     |     | 3     |            |            |            |             | Bounce                        |
| 2005 | "Have a Nice Day"                                               | 53         | 38      | 8   | 6   | 24    |            | 25         | 38         |             | Have a Nice Day               |
| 2006 | "Who Says You Can't Go Home" (com Jennifer Nettles - Sugarland) | 23         |         |     | 5   | 8     | 1          | 37         | 41         |             | Have a Nice Day               |
| 2006 | "Welcome to Wherever You Are"                                   |            |         | 44  | 19  |       |            |            |            |             | Have a Nice Day               |
| 2007 | "(You Want to) Make a Memory"                                   | 27         |         |     | 33  | 5     | 35         | 15         | 5          | 4           | Lost Highway                  |
| 2007 | "Lost Highway"                                                  |            |         |     | 117 |       |            |            |            | 39          | Lost Highway                  |
| 2007 | "Till We Ain't Strangers Anymore" (com LeAnn Rimes)             | 123        |         |     |     |       | 47         |            |            |             | Lost Highway                  |
| 2007 | "Summertime"                                                    |            |         |     |     |       |            |            |            | 39          | Lost Highway                  |
| 2008 | "Whole Lot of Leavin'"                                          |            |         |     |     |       |            |            |            | 39          | Lost Highway                  |
| 2009 | "We Weren't Born To Follow"                                     |            |         |     |     |       |            |            |            | 39          |                               |
| 2010 | "Superman Tonight"                                              |            |         |     |     |       |            |            |            |             |                               |
| 2013 | "Because We Can"                                                |            |         |     |     |       |            |            |            |             |                               |
| 2015 | "Blind Love"                                                    |            |         |     |     |       |            |            |            |             |                               |

#### Prémios
- 1987 - Venceram - MTV Video Music Awards - Melhor Performance No Palco ("Livin' On A Prayer")
- 1988 - Venceram - American Music Awards - Melhor Banda, Dupla ou Grupo de Pop/Rock
- 1991 - Venceram - MTV Video Music Awards - Prêmio de Honra -Vídeo Vanguarda
- 1995 - Venceram - MTV Europe Music Awards - Melhor Performance de Rock
- 1996 - Venceram - British Awards - Melhor Grupo Internacional
- 1997 - Nomeados - Grammy Award - Melhor Vídeo de Música, "Longa Metragem" (Live From London)
- 2000 - Venceram - My VH1 Awards - Vídeo do Ano - "It's my Life" e Melhor Música do Ano - "Its My Life"
- 2000 - Venceram - Gold Disc (Japão) - Álbum Estrangeiro de Rock do Ano
- 2000 - Venceram - TMF Award (Noruega) - Melhor Banda de Rock Internacional
- 2000 - Venceram - Echo (Alemanha) - Melhor Grupo Internacional
- 2001 - Venceram - My VH1 Award - Melhor Show Ao Vivo por "One Wild Night Live 1985 - 2001"
- 2001 - Nomeados - MTV Europe Music Awards - Melhor Grupo

Melhor Performance de Rock
- 2003 - Nomeados - Grammy Award - Melhor Performance Vocal de Dupla ou Grupo ("Everyday")
- 2004 - Nomeados - Grammy Award - Melhor Performance Vocal de Dupla ou Grupo ("Misunderstood")
- 2004 - Venceram - American Music Awards - Prêmio de Honra - Conjunto da obra
- 2006 - Venceram - People Choice Award - Melhor Música de Rock do Ano (Who Say's You Can't Go Home)
- 2006 - Venceram -  Grammy Award - Best Country Collaboration With Vocals (Jennifer Nettles) -  Who Says You Can't Go Home

### Solo

#### Álbuns
- 1990 - Blaze of Glory
- 1997 - Destination Anywhere
- 2001 - The Power Station Years: The Unreleased Recordings (coletânea)

#### Prémios
- 1991 - Venceu - Globo de Ouro - Melhor Música Original ("Blaze Of Glory")
- 1991 - Venceu - ASCAP Award - Música de Trilha Sonora de Filme Mais Tocada ("Blaze of Glory")
- 1991 - Venceu - American Music Award - Melhor Single de Pop/Rock ("Blaze Of Glory")
- 1991 - Nomeado - Academy Award - Melhor Música Original ("Blaze Of Glory")
- 1991 - Nomeado - Grammy Award - Melhor Vocal Masculino de Rock

Melhor Canção Composta para um Filme ("Blaze Of Glory")
- 1997 - Venceu - MTV Europe Music Award - Melhor Performance Masculina
- 1998 - Venceu - British Awards - Melhor Artista Internacional Masculino
- 2010 - Venceu - MTV Europe Music Award - Ícone Global